# Lothar II. (Italien)
Lothar II. (* vor 930; † 22. November 950 in Turin) aus der Familie der Bosoniden war bereits als kleines Kind ab 931 Mitregent seines Vaters, König Hugos I., dann, nach dessen Ablösung, von 946 bis 950 alleiniger König von Italien. Er wurde zu den „Nationalkönigen“ gezählt.

## Leben

### Familie
Lothar war der Sohn des zu dieser Zeit etwa 50 Jahre alten Königs Hugo von Arles, wie er auch genannt wurde, und der Fränkin Alda, der Älteren; das Paar hatte zwei Kinder. Hugo unterhielt allerdings Beziehungen zu einer ganzen Reihe von Frauen; er heiratete die Schwiegermutter seines Sohnes, Berta von Alamannien, zuletzt die in Rom überaus einflussreiche Marozia, die Schwiegermutter seiner Tochter. Diese Tochter, Lothars ältere Schwester, hieß ebenfalls Alda. Sie heiratete 936 Alberich II. von Spoleto, Sohn Marozias, der in Rom eine vorherrschende Stellung innehatte. Ihr gemeinsamer Sohn wurde später als Johannes XII. Papst.
Lothar war mit der wenig jüngeren Adelheid von Burgund verheiratet, der Tochter König Rudolfs II. von Hochburgund und jener Berta. Seit 933 waren die Kinder bereits einander versprochen, dementsprechend schlossen sie die Ehe erst in der ersten Hälfte des Jahres 947. Lothars Vater heiratete im Dezember 937 Lothars Schwiegermutter.
Lothars Tochter Emma von Arles wurde 966 mit dem westfränkischen König Lothar verheiratet.

### Mitregent (931–945/946)
Bereits als kleiner Junge, ab 931 – Luigi Schiaparelli glaubte, die Zeit zwischen dem 13. und dem 18. April genauer fassen zu können, mit einer Präferenz für die letzten Tage der Zeitspanne –, war Lothar formal Mitregent seines Vaters, dem er 946 auf den Thron folgte. Der Übergang ist an ihren Urkunden zu erkennen. Zwischen Ende März und Anfang April 945 teilte sich Lothar den Königstitel nicht mehr mit seinem Vater. Am 29. März 945 signierten Vater und Sohn zum letzten Mal eine Urkunde gemeinsam, während eine Urkunde vom 8. April bereits nur noch vom Sohn signiert wurde. Die erste gemeinsame Urkunde mit Adelheid entstand am 27. Juni 947, spätestens zu diesem Zeitpunkt waren die beiden verheiratet. König Hugo, der sich offenbar zurückgezogen hatte, starb am 10. April 947 in Arles.
Die tatsächliche Herrschaft zu Lothars Lebzeiten hatte inzwischen jedoch Berengar II., der Markgraf von Ivrea, inne. Allerdings hatte er 941 über die Alpen an den Hof Ottos I. fliehen müssen, der so erstmals mit den politischen Kämpfen in Italien in Berührung kam. Otto blieb neutral und lieferte seinen Gast nicht an Hugo aus. Doch gewährte er ihm auch keine Unterstützung, als Berengar 945 von sich aus über die Alpen zurückkehrte. Hugo wich dem wieder erstarkten Gegner in die Provence aus und überließ seinem Sohn das Feld.

### König (946–950)

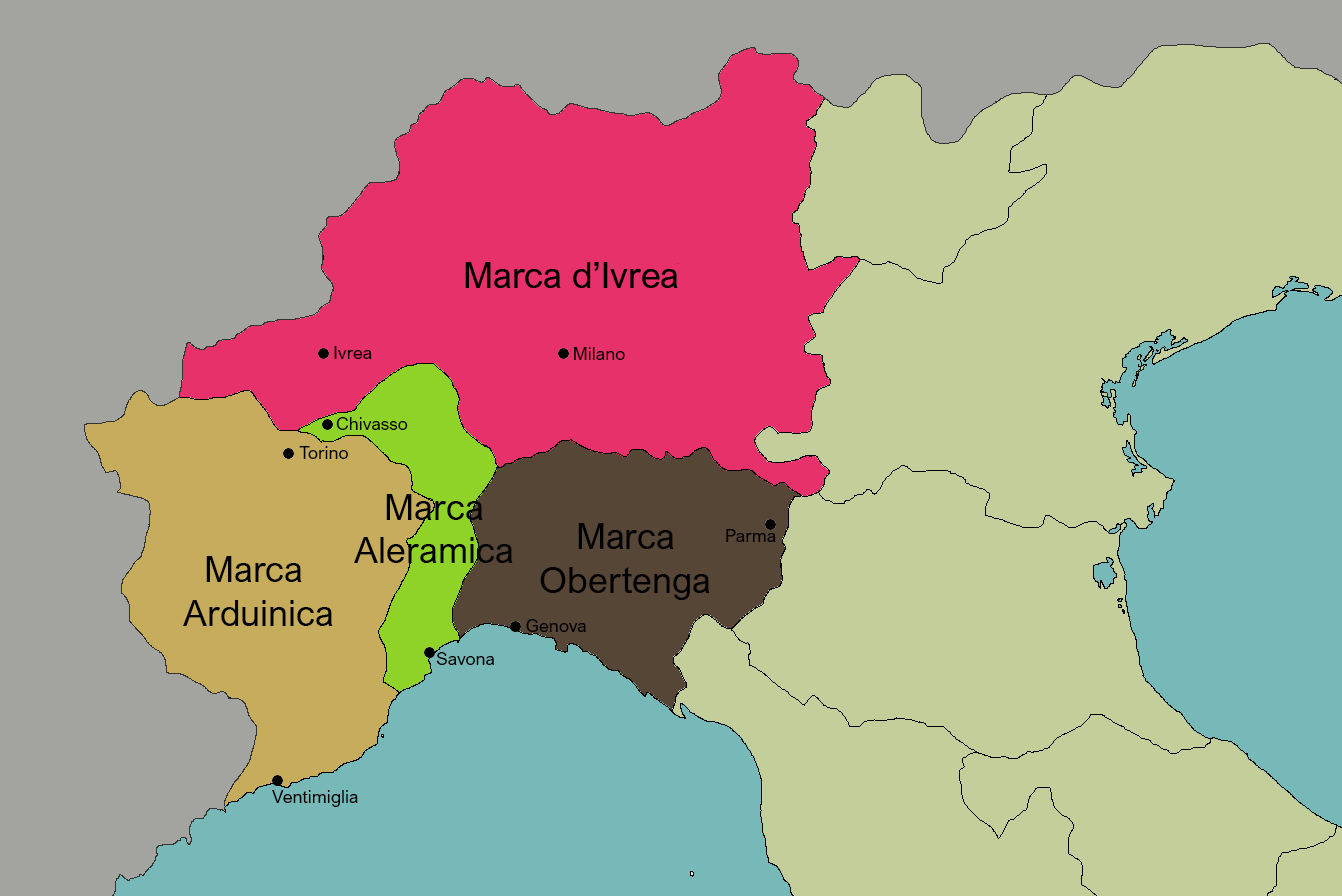
Die italienischen Marken im 10. Jahrhundert

Lothar reiste in Begleitung Berengars durch die Emilia und die Toskana. Ebenfalls mit ihnen reisten Bischof Atto von Vercelli, dazu Graf Aleramo, der alte Freund seines Vaters. Er knüpfte Beziehungen zu König Otto I. an, vollzog eine große Schenkung an Arduin den Kahlen (Arduino il Glabro), den Grafen von Auriate und Turin, dem Berengar die Markgrafschaft Turin übertrug, sowie die Markgrafschaft Westligurien („Marca Aleramica“). Dagegen wieder übertrug Lothar ihm die vermögende lombardische Abtei Breme. Auch versuchte er sich mit alten Gegnern Berengars zu verständigen, wie etwa mit der Stadt Como. Darüber hinaus suchte er die Macht der einflussreichen Markgrafen zu beschneiden, indem er ihre Territorien aufzuteilen begann. Dies setzte später Berengar fort.
Lothar starb bereits am 22. November 950, Gerüchten zufolge vergiftet auf Befehl Berengars. Seine Witwe Adelheid war gerade 19 Jahre alt.

### Übertragung der Königsherrschaft in Italien durch Ehe seiner Witwe Adelheid mit Otto I.
Nach langobardischer Tradition konnte Adelheid durch Eheschließung die Königswürde übertragen, daher nahm Berengar sie in Gefangenschaft und erklärte sich am 15. Dezember 950 selbst zum König, sowie seinen jüngeren Sohn Adalbert zum Mitregenten. Doch die allseitige Anerkennung blieb aus.
Da Otto, der diese Möglichkeit erkannte, seit 946 gleichfalls Witwer war, ergriff er nun die Gelegenheit, Adelheid zu heiraten und damit seine Herrschaft nach Oberitalien auszudehnen. Zudem schuf er sich damit die Möglichkeit, die Kaiserwürde zu erlangen. Nach der Festsetzung Adelheids brach Otto dementsprechend nach Italien auf; ob er darum gebeten wurde oder gar zur Übernahme der Herrschaft aufgefordert wurde, ist unklar. Adelheid heiratete im Oktober oder November 951 Otto.